# Sóc bay Siberia
Sóc bay Siberia, tên khoa học Pteromys volans, là một loài động vật có vú trong họ Sóc, bộ Gặm nhấm. Loài này được Linnaeus mô tả năm 1758.

## Hình ảnh

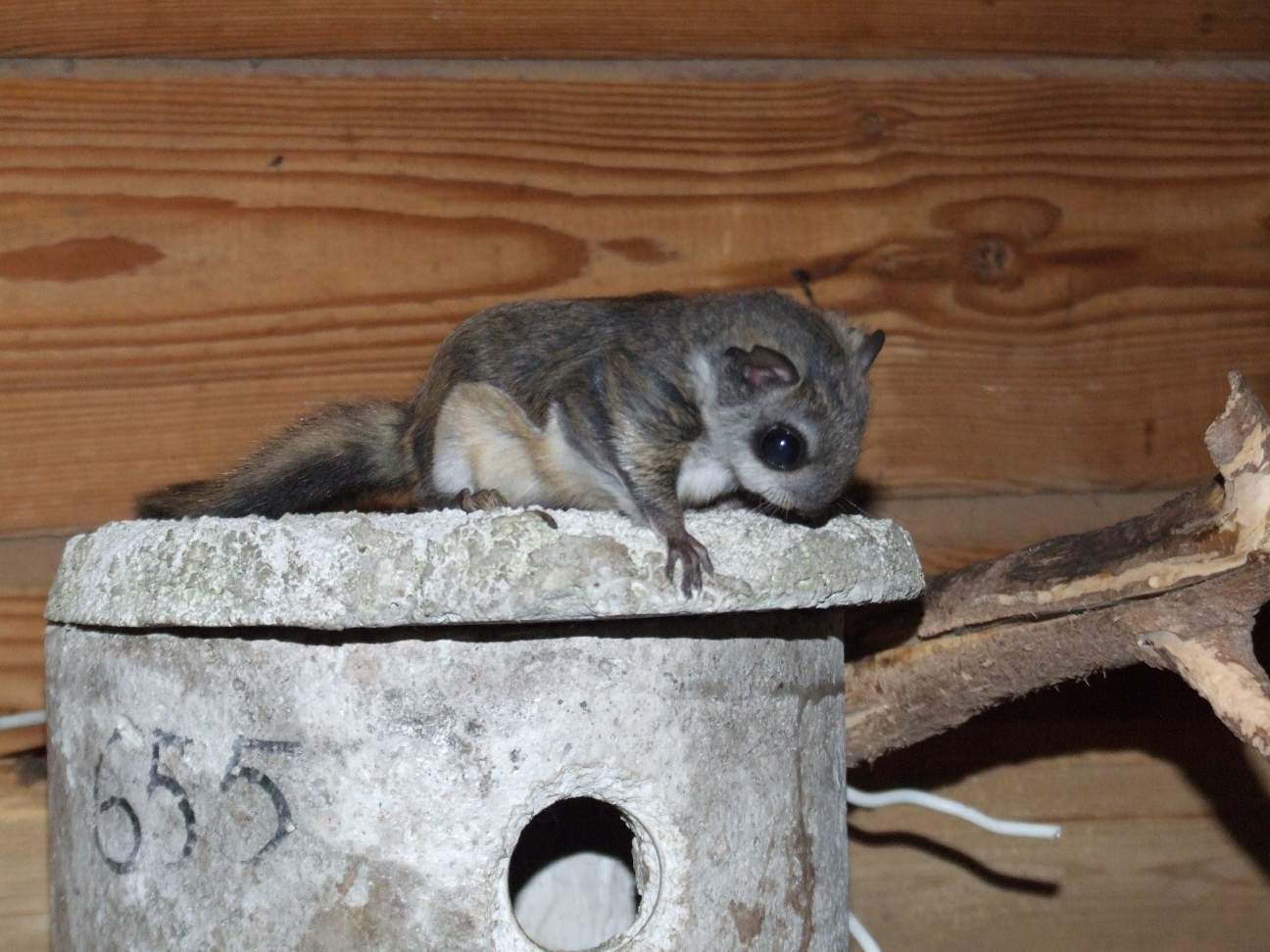
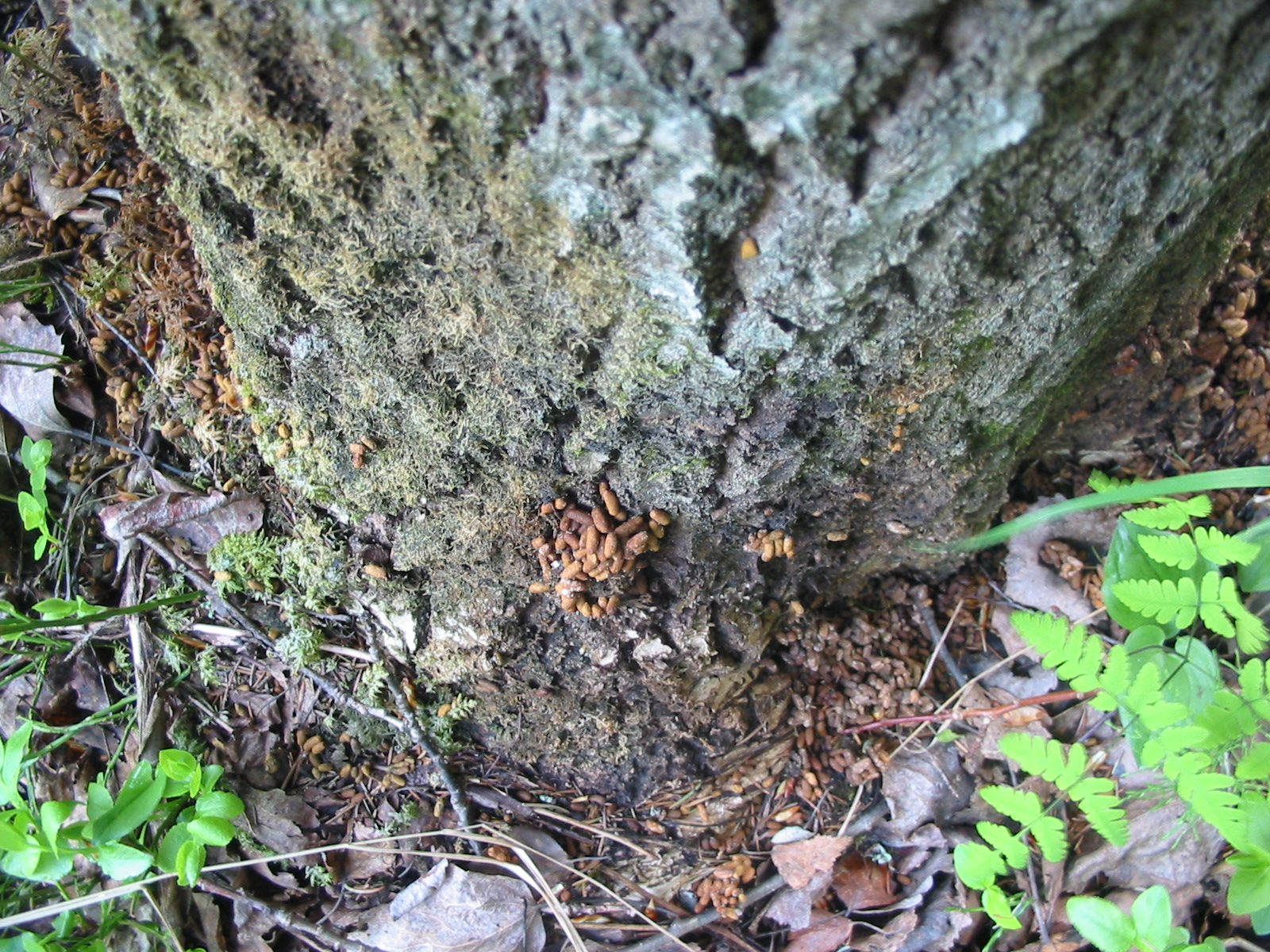
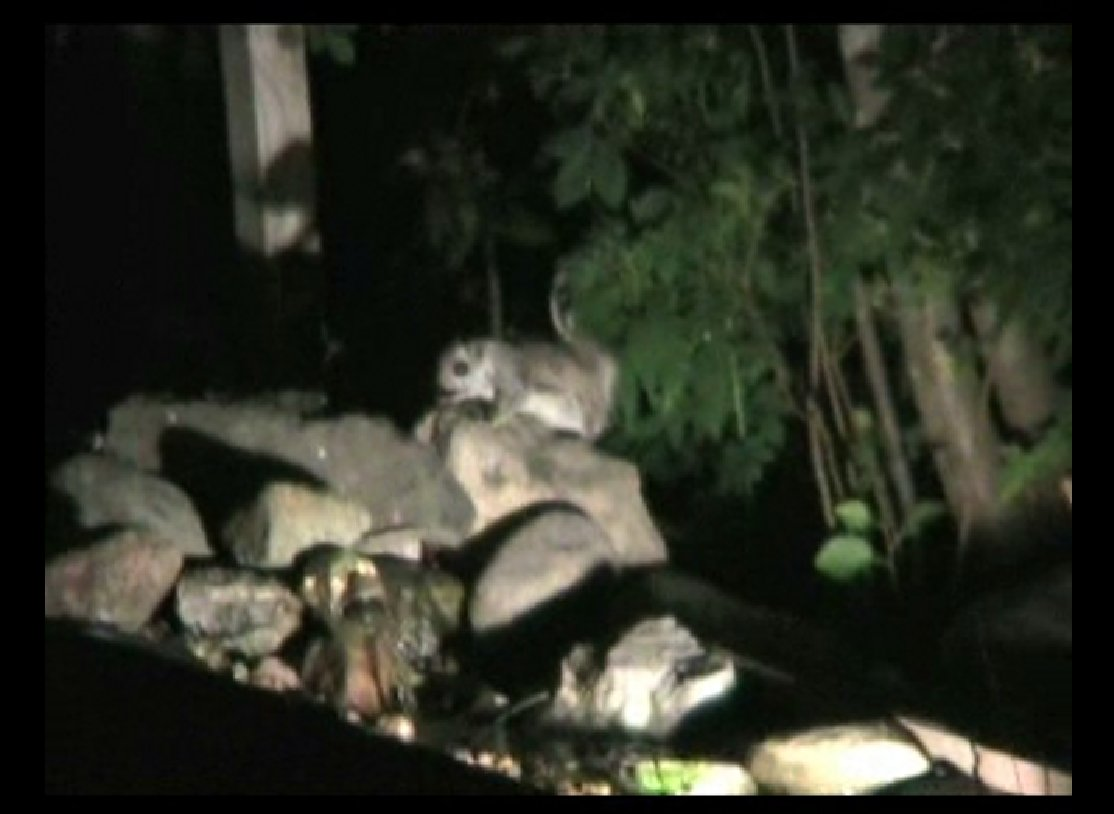
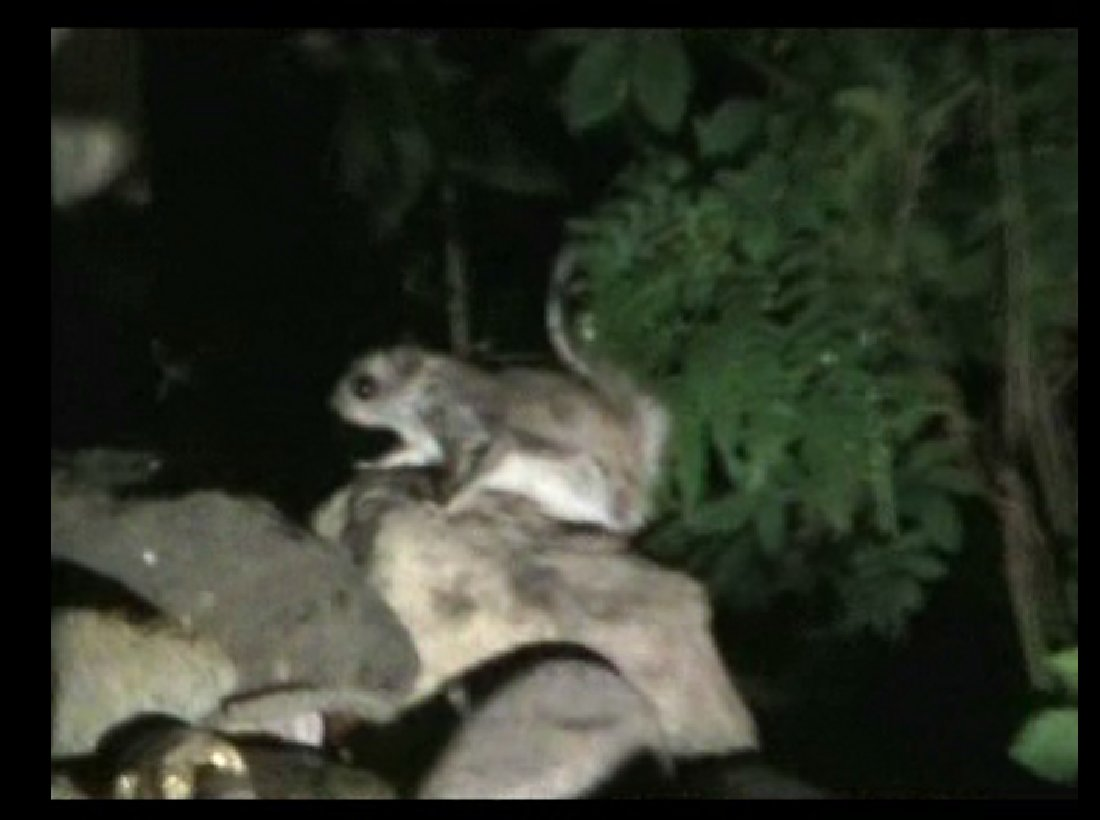